# ТЕЦ Мангалорського НПЗ
12°59′57″ пн. ш. 74°51′8″ сх. д. / 12.99917° пн. ш. 74.85222° сх. д.
ТЕЦ Мангалорського НПЗ— енергетичне господарство потужного нафтопереробного майданчика, що працює у штаті Карнатака.
У 1996-му в Мангалорі почав роботу нафтопереробний завод, який менш ніж за два десятиліття досягнув потужності 15 млн тонн на рік. Для забезпечення його енергетичних ввели в дію три черги теплоелектроцентралі:
- в 1995-му була завершена перша черга, яка мала три парові котли продуктивністю по 140 тонн пари на годину та дві парові турбіни потужністю по 22,5 МВт;
- друга черга мала 4 парові котли продуктивністю по 140 тонн пари на годину та три парові турбіни з показниками по 24,5 МВт;
- у 2014-му завершили спорудження третьої черги, у складі якої працювали 4 парові котли продуктивністю по 270 тонн пари на годину та дві парові турбіни потужністю по 28,5 МВт, а також дві газові турбіни з показниками 22,5 МВт та 37 МВт, відпрацьовані якими гази живлять два котли-утилізатори продуктивністю по 85 тонн пари на годину.

Як паливо ТЕЦ використовує нафтопродукти та гази нафтопереробки. Також вона може споживати природний газ, який з 2021-го надходить у регіон по трубопроводу Кочі — Мангалуру.